# Rio del Gaffaro

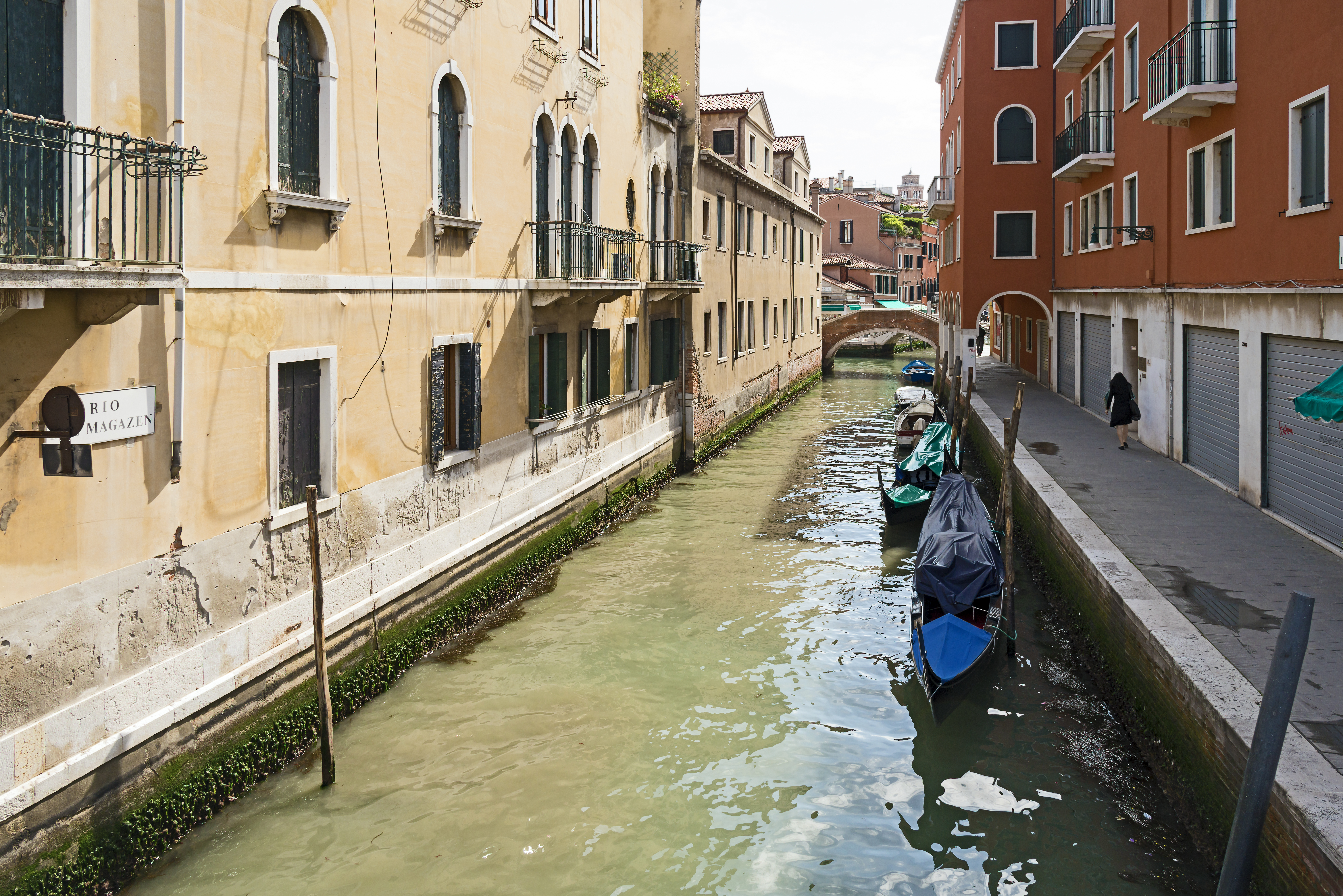
Rio del Gaffaro

Le rio del Gaffaro (ou rio del Magazen) est un canal de Venise faisant limite entre les sestiere de Santa Croce et de Dorsoduro.

## Description
Le rio del Gàffaro a une longueur de près de 200 mètres. Il raccorde le rio Novo vers l'est au rio del Malcanton, dans lequel il se prolonge.

## Toponymie
- Dans ce lieu n'habita pas un chef arabe, nommé au Caire gaffer[1], avec lequel les Vénitiens comme les autres marchands européens avaient l'habitude de signer des contrats, mais bien un dénommé Jacobi Gàffaro[2]. Cette famille produisit un Dominique, premier pléban de San Basso, donc de San Nicolò, ensuite évêque d'Eraclea, volé et blessé mortellement en 1370 par un de ses esclaves.
- Le mot vénitien magazen (magasin) signifie : boutique où se vend le vin au comptoir et où jadis, ils recevaient des effets en gage, pour lesquels ils reçurent deux tiers en argent et un tiers en vin détestable, appelé le Vin da pegni (vin de gages). Les Magazenieri de vin avaient École de dévotion en l'église San Salvador, sous le patronage de Saint Nicolas de Bari.

## Situation et édifices remarquables
Ce rio longe :

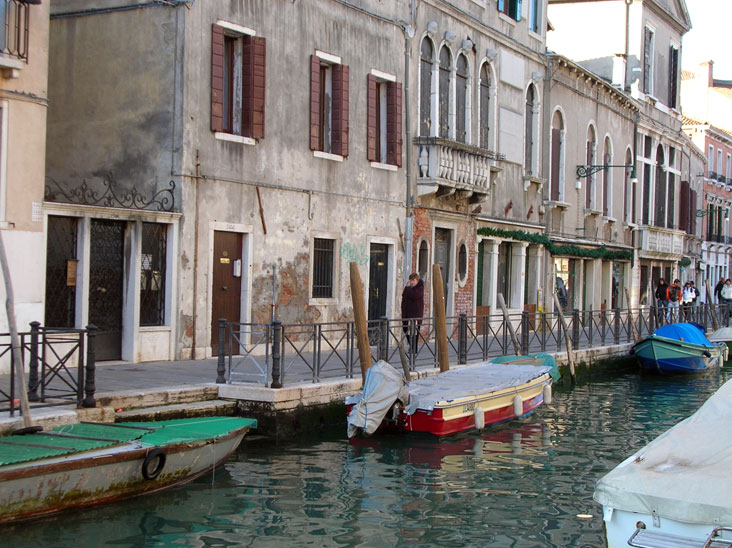
Le fondamenta del Gaffaro
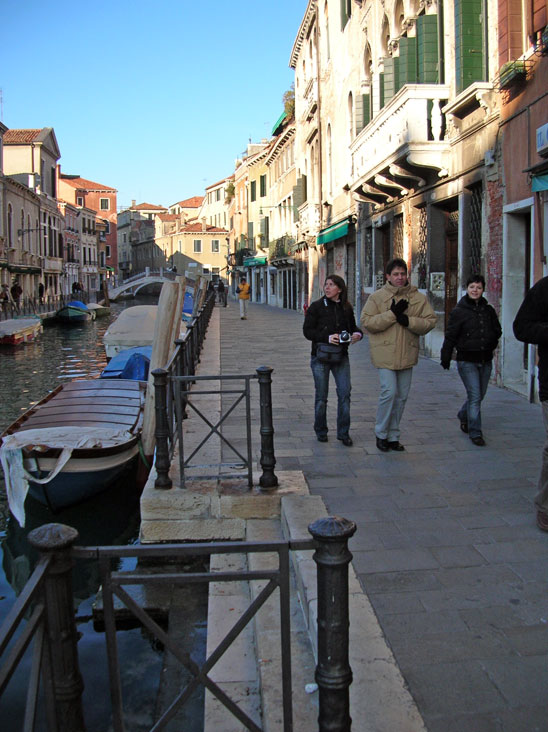
Le fondamenta Minotto
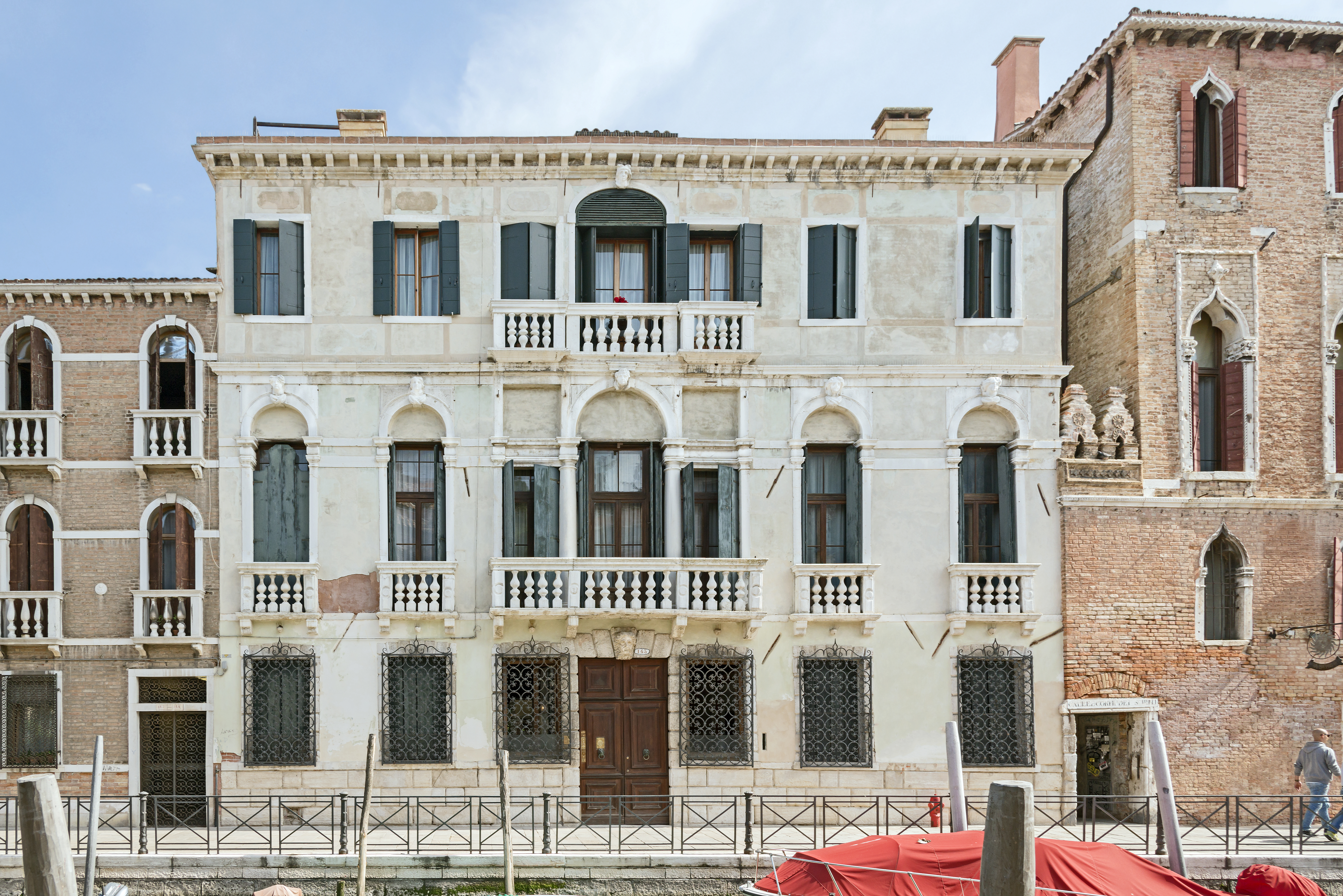
Palazzo Minotto
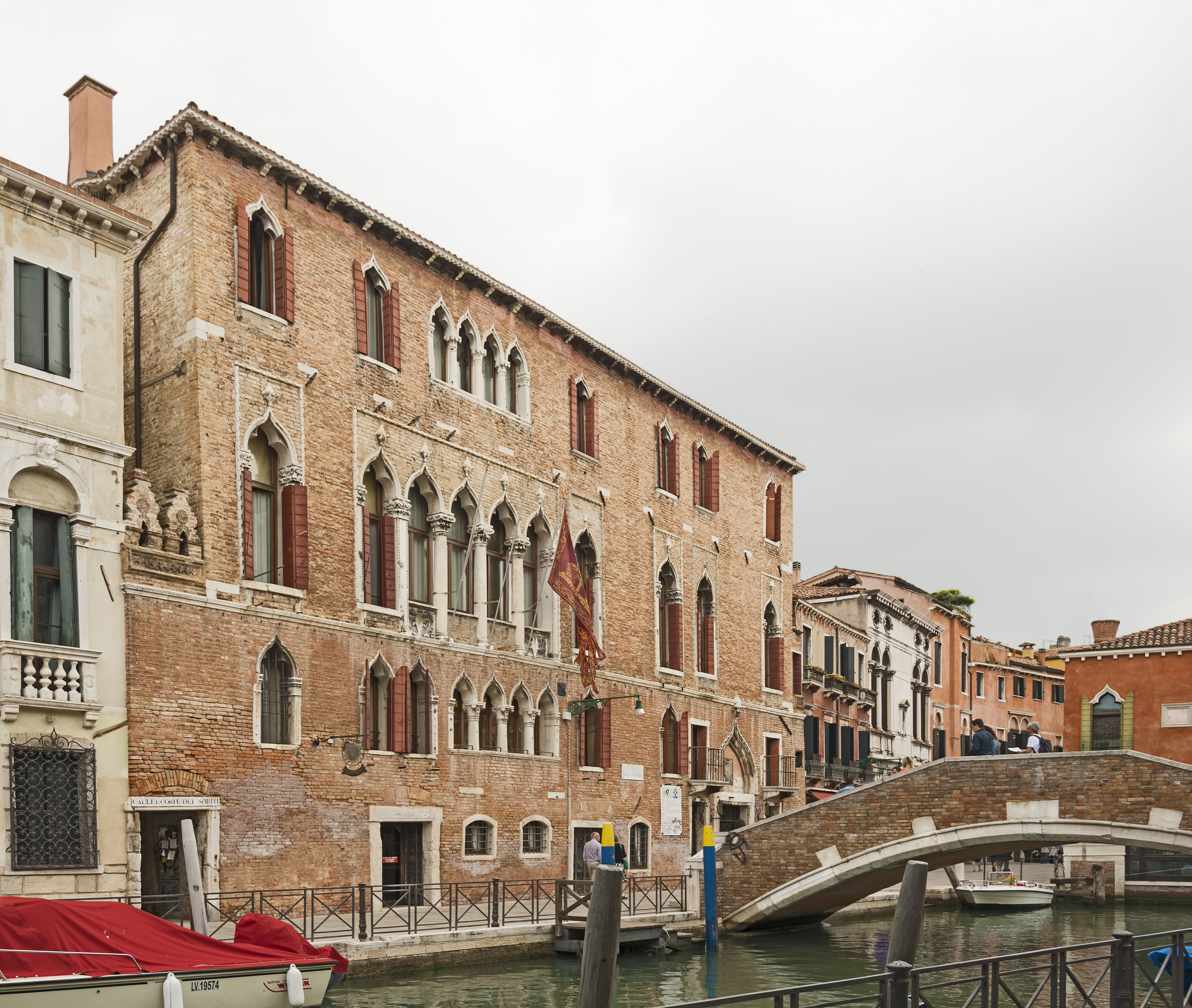
Ca'Marcello
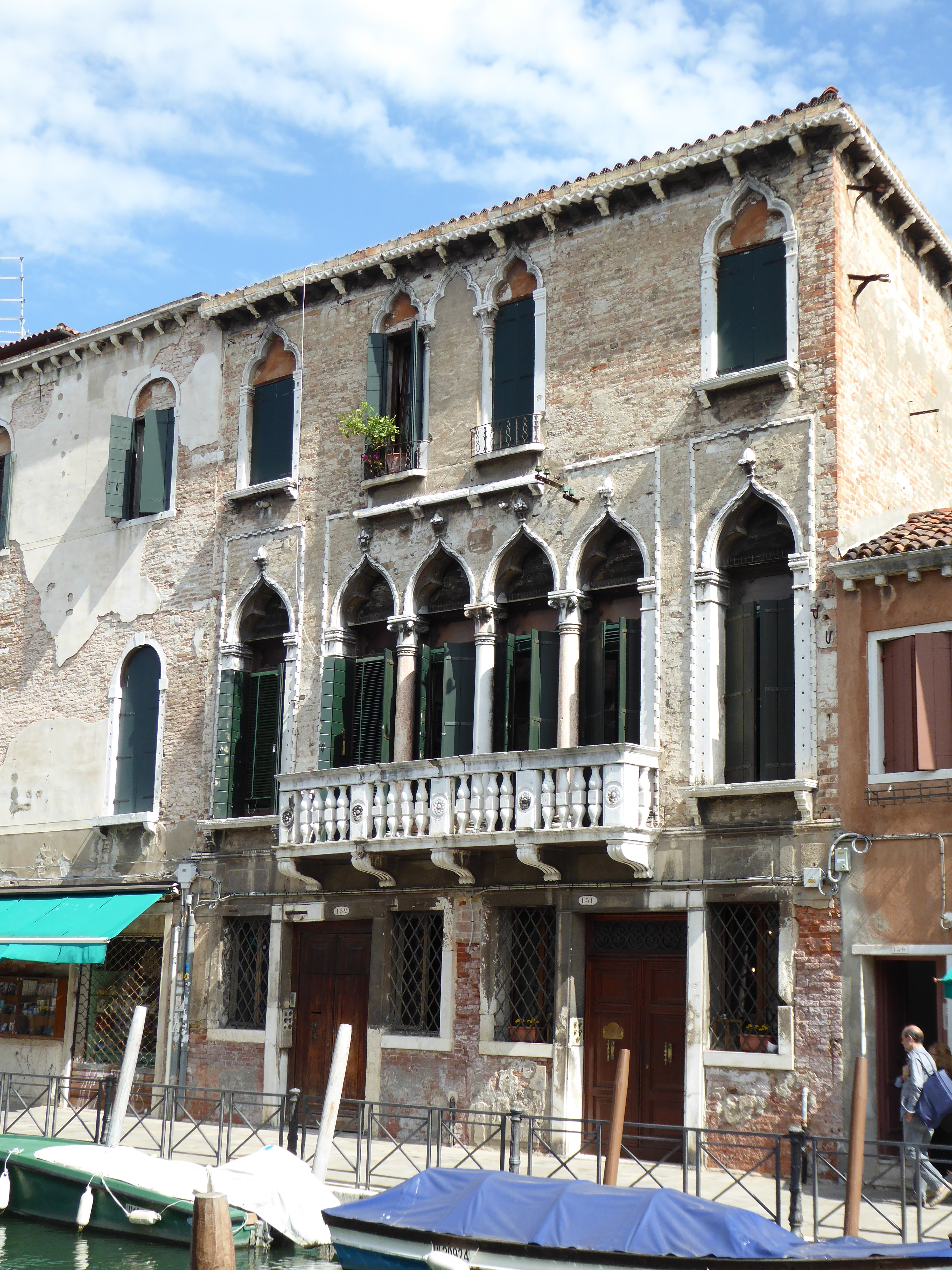
le Palais Odoni

## Ponts
Ce rio est traversé par divers ponts (du nord au sud) :

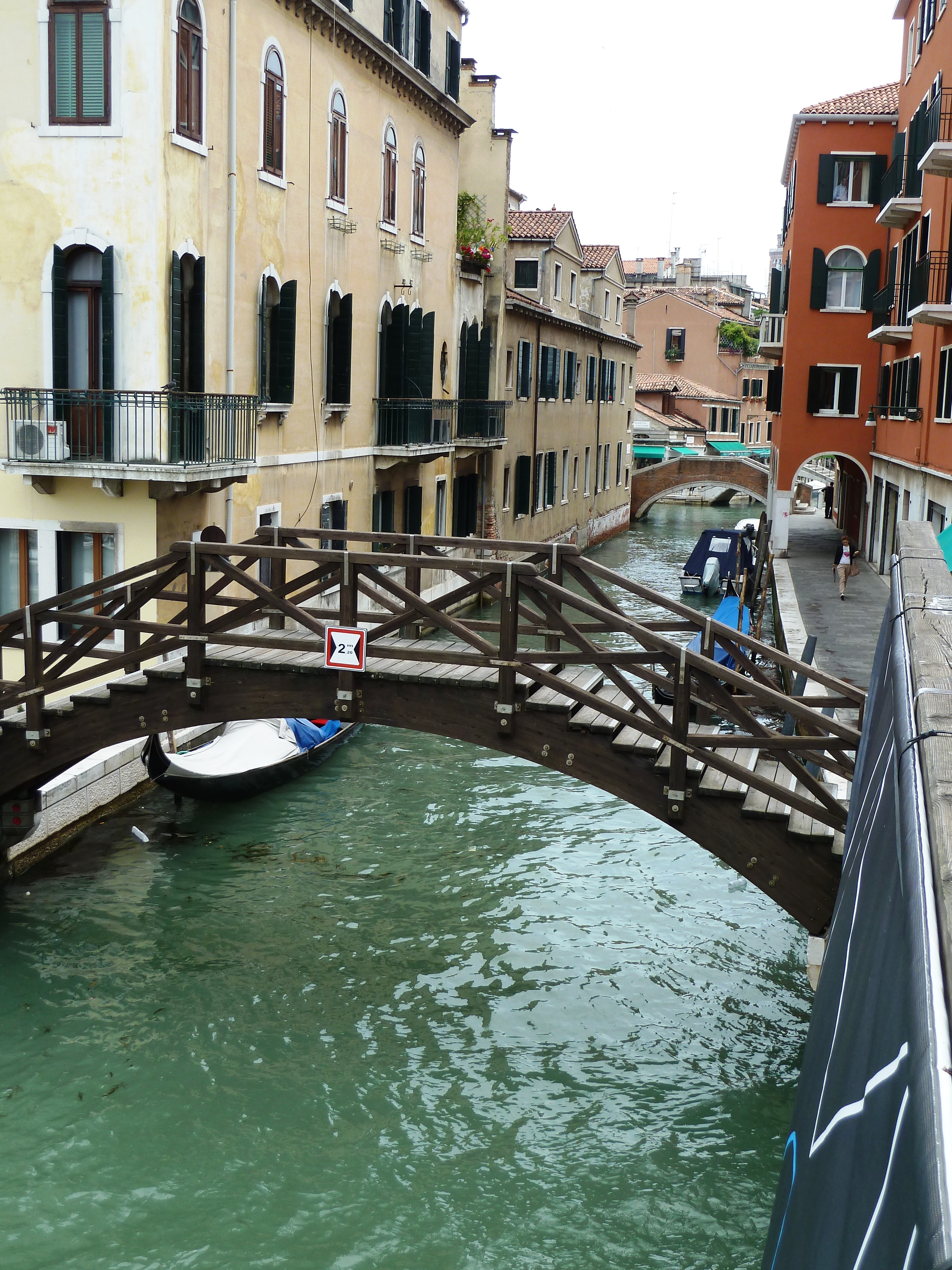
le ponte Zuccato près du rio Novo
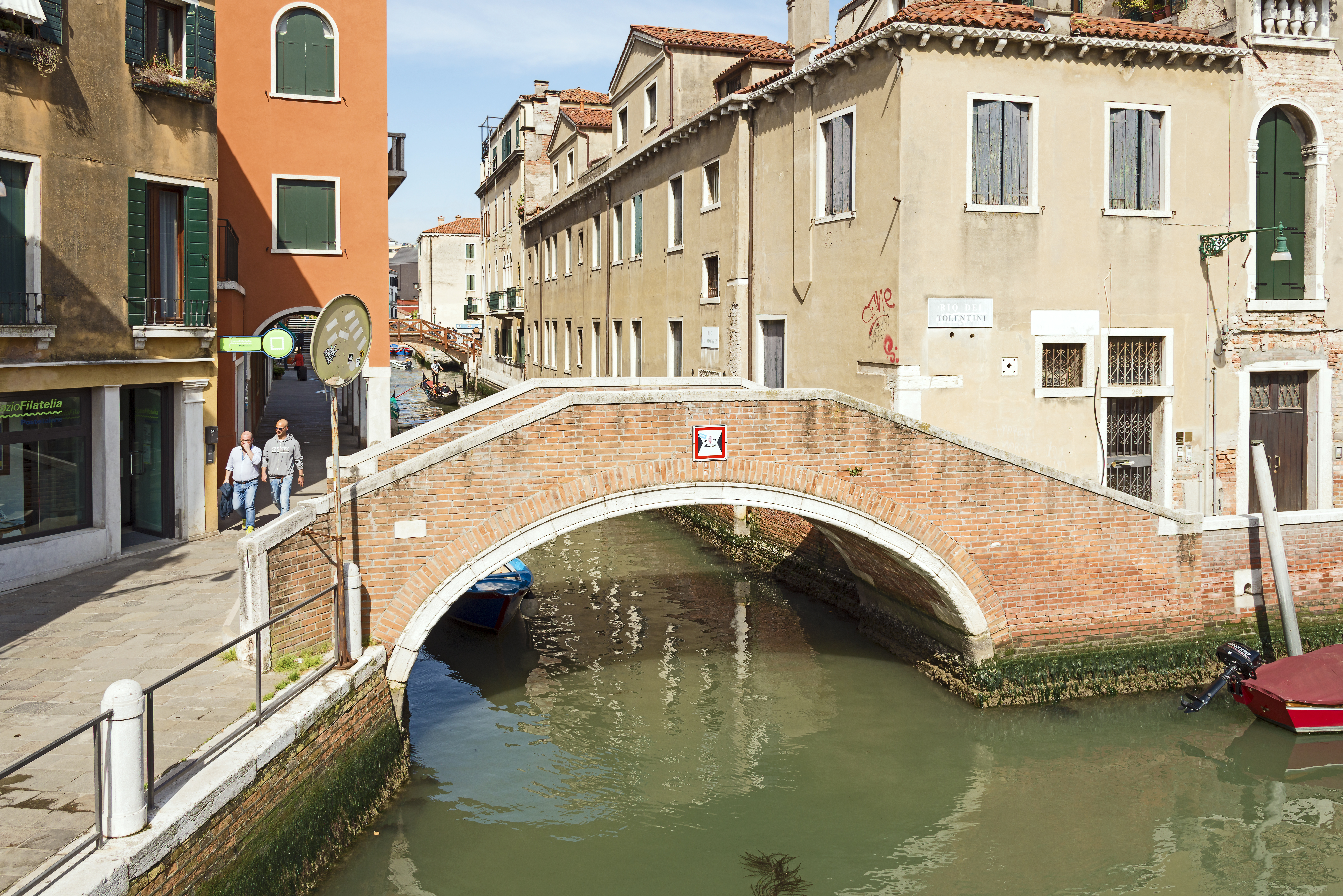
le Ponte dai Squartai[3] reliant le Fondamenta Condulmer et le Campiello del Magazen
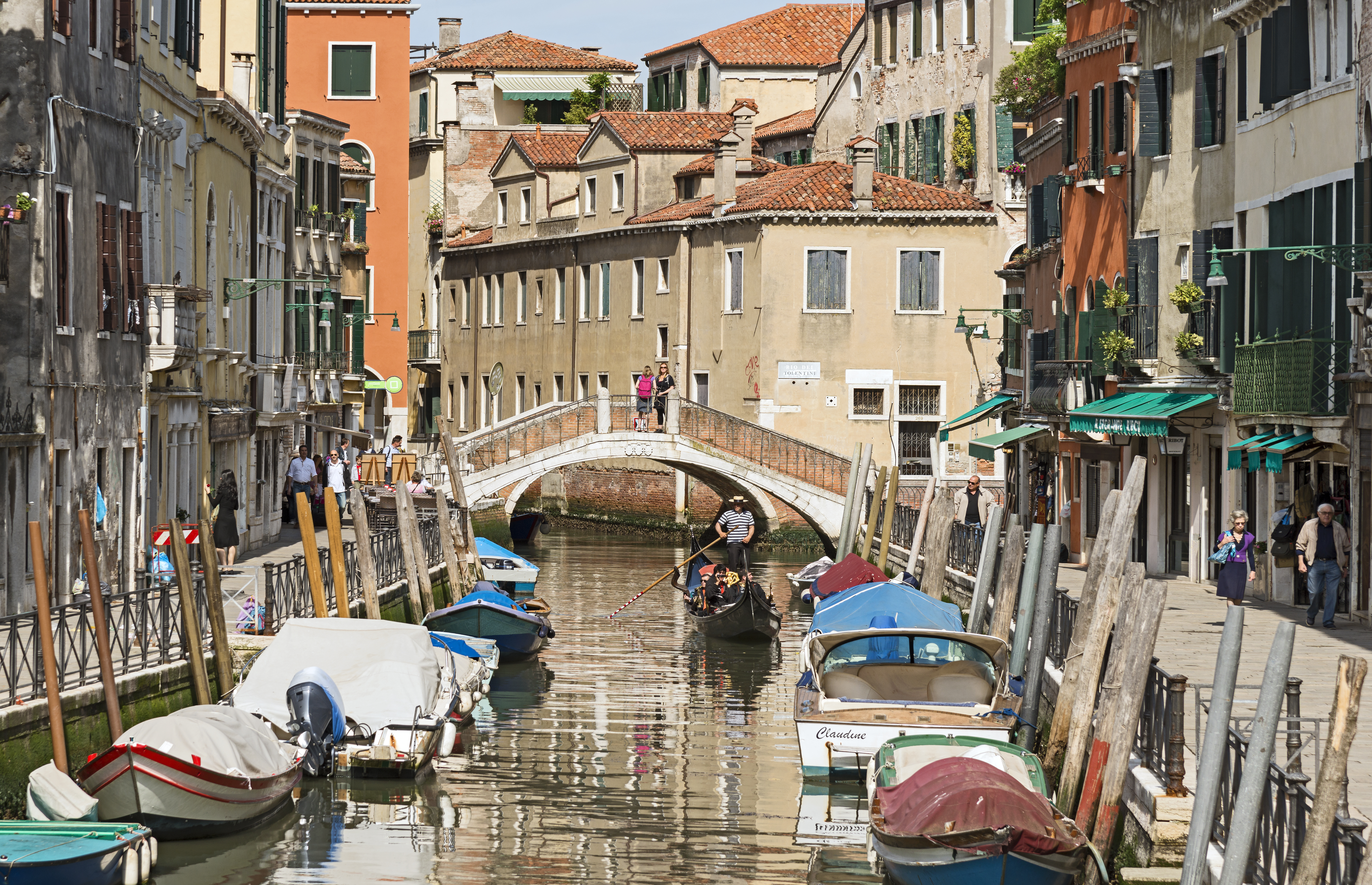
le Ponte del Gaffaro reliant Calle de la Cereria  au 'Fondamenta dei Tolentini
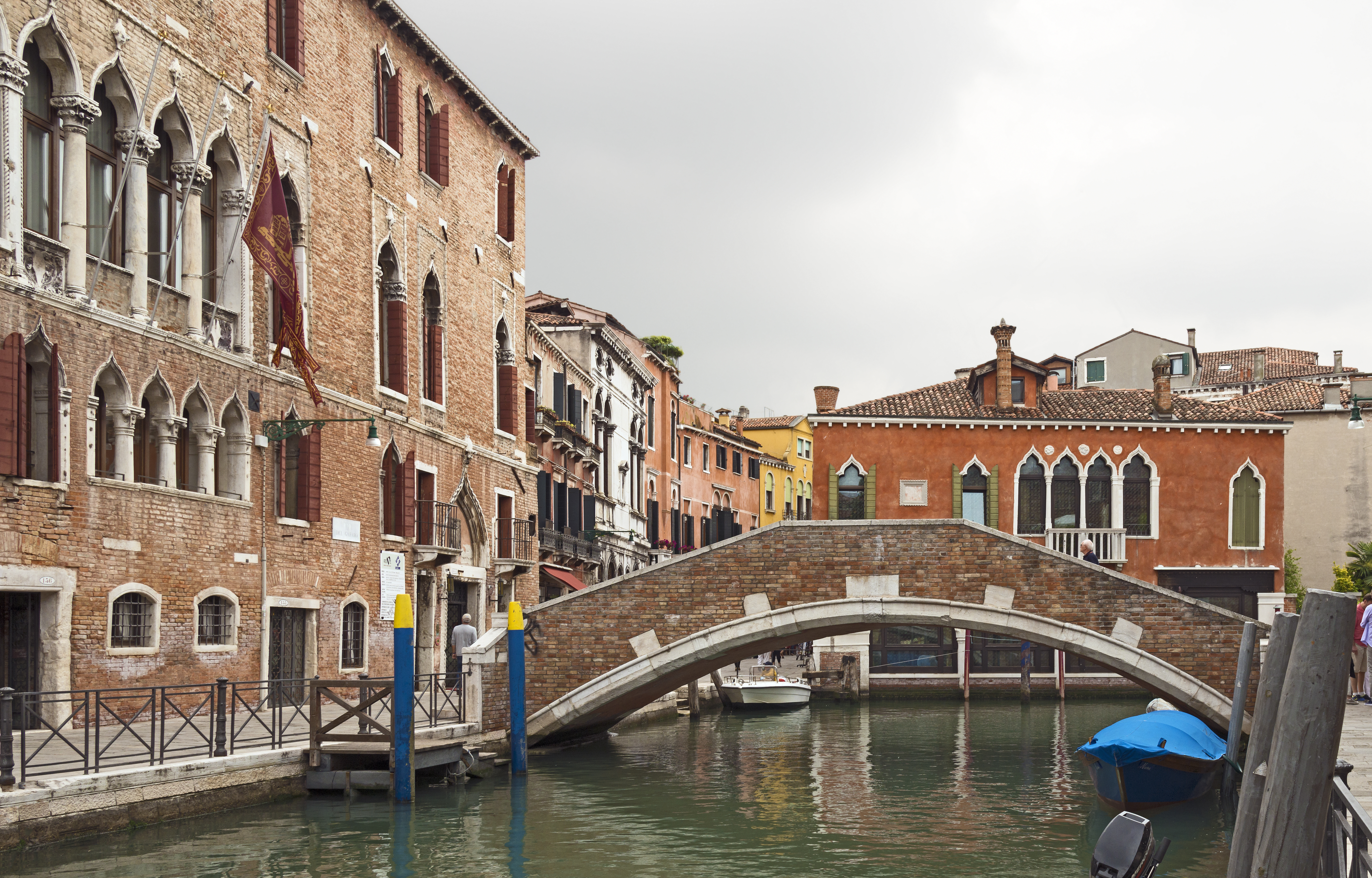
le Ponte de Ca' Marcello entre Fondamenta Minotto  et Fondamenta del Malcanton et faisant limite avec le rio éponyme